# ۱۸ ربیع‌الثانی
۱۸ ربیع‌الثانی، هجدهمین روز از ماه ربیع‌الثانی در تقویم هجری قمری است.
در تقویم هجری قمری قراردادی این روز صد و هفتمین روز سال است.

## درگذشتگان
- ۵۸۰ - یوسف بن عبدالمؤمن،دومین پادشاه مُوَحّدانِ مغرب.